# USM Alger
El Union Sportive de la Médina d'Alger (en español: Unión Deportiva de la Medina de Argel), más conocido como USM Alger, es un club de fútbol de Argelia, de la ciudad de Argel. Fue fundado en el año 1962, y actualmente juega en el Championnat National de Première Division de Argelia. El equipo dispone de un estadio con el nombre de Omar Hammadi, el cual dispone de una capacidad de 15.000 personas; este se encuentra en Argel. El equipo ha alcanzado el título de campeón en seis ocasiones y ha conquistado la Copa en ocho oportunidades, además de lograr un campeonato de la Copa Confederación de la CAF en 2023, siendo su primer título internacional.

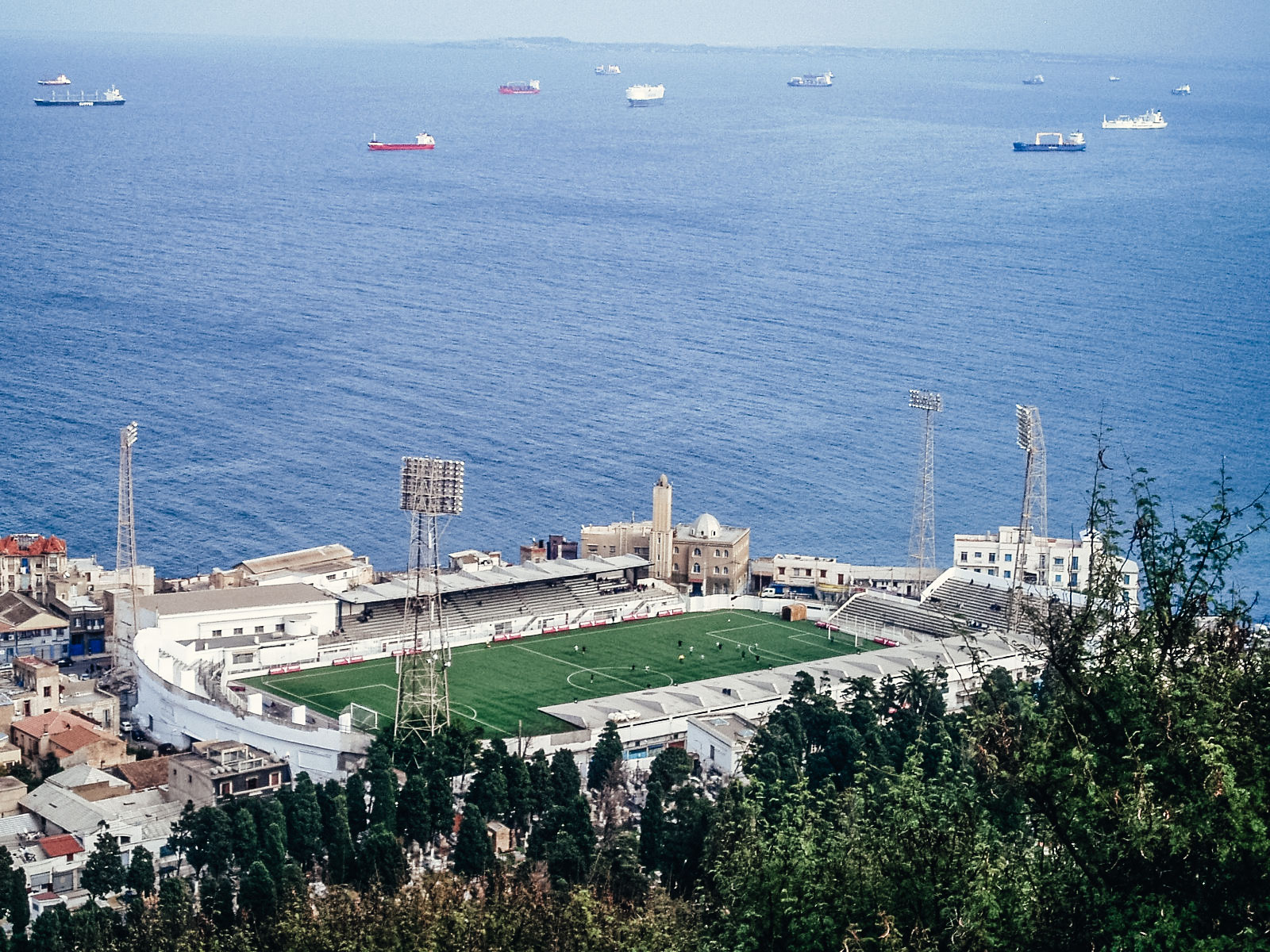
Estadio Omar Hammadi en Argel.

## Palmarés

### Títulos nacionales (18)
- Primera División de Argelia (8): 1963, 1996, 2002, 2003, 2005, 2014, 2016, 2019
- Copa de Argelia (9): 1981, 1988, 1997, 1999, 2001, 2003, 2004, 2013, 2025
- Supercopa de Argelia (2): 2013, 2016

### Títulos internacionales (3)
- Copa Confederación de la CAF (1): 2023
- Supercopa de la CAF (1): 2023
- Liga de Campeones Árabe (1): 2013[4]

## Estadio
El club juega partidos en el 1700-capacidad Stade Omar Hamadi, que fue construido en 1935, y Stade 5 Juillet 1962 para derbis algérois, y juegos internacionales considerados demasiado importantes para ser celebrados en Stade Omar Hamadi.
El equipo es actualmente el propietario de Stade Omar Hamadi hace varios años para mantener el alquiler del municipio Bologhine considerado el terreno de juego oficial para el equipo desde la independencia, pero en muchas ocasiones tuvo que volver a jugar en las canchas, especialmente Stade 5 Juillet 1962, Estadio 20 de agosto de 1955 en Argel y el Estadio Olímpico de Rouïba en Rouïba.
En la competencia del equipo de la Copa de Argelia jugó diecisiete finales y son Stade 5 Juillet 1962 en doce partidos el primero en 1972 y el último en 2013 y el estadio 20 de agosto de 1955 tres primeras finales en 1969 y último en 1971. Los estadios Stade 24 Fevrier 1956 y Stade Mustapha Tchaker visita uno en 1981 y 2003, respectivamente.
En 2015, el equipo llegó por primera vez a competiciones internacionales finales y fue la escena de Stade Omar Hamadi en presencia de 20,000 seguidores, pero se habló mucho sobre la falta de una final jugada en el Stade 5 Juillet du 1962, que una capacidad de 64,000 espectadores pero la administración del equipo de su negativa a jugar allí debido a la decisión de jugar al TP Mazembe en el estadio local, que es bastante similar al estadio USM Alger y el mismo terreno herboso artificialmente, que no le gustó a la mayoría de los hinchas .
En julio de 2016 se cerró el estadio Omar Hamadi con el fin de cambiar el terreno renovado y su campo de césped artificial de la última generación y reabrió después de un mes.

## Participación en competiciones de la CAF
USM Alger cuyo equipo ha participado regularmente en competencias de la Confederación Africana de Fútbol (CAF). La clasificación para los clubes argelinos está determinada por el desempeño de un equipo en las competiciones nacionales de liga y copa, USM Alger se ha clasificado regularmente para la competencia africana primaria, la Copa de África, al ganar la Ligue Professionnelle 1. USM Alger también ha logrado la clasificación africana a través del Copa de Argelia y ha jugado tanto en la antigua Copa de Ganadores de la Recopa Africana como en la Copa CAF.
El primer partido fue contra CARA Brazzaville y terminó en victoria para USM Alger 2-0. El resultado más grande fue en 2004 ante ASFA Yennenga 8-1, y la derrota más grande en 1998 ante el club Primeiro de Agosto, y el segundo en 2013 contra US Bitam 3-0.
La primera participación en la competencia internacional fue en la Copa Africana de Campeones en 1982 y la máxima en cuartos de final contra el club ghanés Hearts of Oak, en la versión de 1989 de la misma competencia y el club se retiró del mismo puesto después de la derrota en el partido de ida contra el club malgache BFV en Stade Omar Hammadi, después de perderse las competiciones continentales del club durante ocho años hasta 1997 en la Liga de Campeones de la CAF por primera vez, y casi USM Alger avanza al partido final y la diferencia de goles a favor de Raja Casablanca.
Luego se convirtió en el equipo que participó de manera sistemática en diversos concursos como la Copa Africana de Ganadores, la Copa CAF, la Copa Confederación CAF y la Liga de Campeones de la CAF hasta 2007, excepto en 2001 cuando el equipo descalificó en 2000 la Copa de Ganadores de la Copa Africana. ser castigado por no participar en ninguna competencia africana durante todo un año debido a la participación de un portero inelegible Burkinabé Siaka Coulibaly contra JS du Ténéré de Níger en el partido de vuelta, en 2003 el equipo para alcanzar las semifinales de la Liga de Campeones de África en las manos del campeón de expulsiones Enyimba, y después de una ausencia de ocho años de la Liga de Campeones de África USM Alger logró llegar a la final en 2015 por primera vez en su historia, pero fue derrotado contra TP Mazembe por 4-1 en el global.

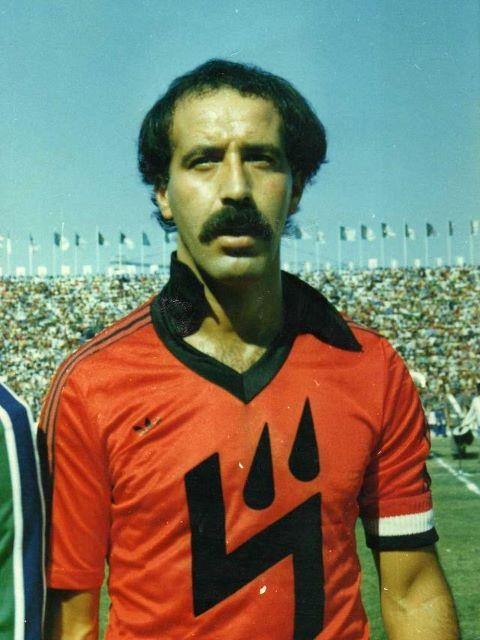
Djamel Keddou estuvo en el USM Alger como jugador y entrenador, ganando la Copa de Argelia en 1981 y 1988.

El primer título internacional para el USM Alger llegaría en 2023 cuando logró ganar la Copa Confederación de la CAF 2022-23, venciendo en la final al Young Africans SC de Tanzania por marcador global de 2-2 y quedando campeón por el gol de visitante. El equipo se convirtió así en el primer club argelino en ganar este torneo, ya que previamente, el ES Sétif, el MO Béjaïa y el JS Kabylie habían disputado finales de esta competición pero sin haber podido conseguir el título.

## Registros y estadísticas

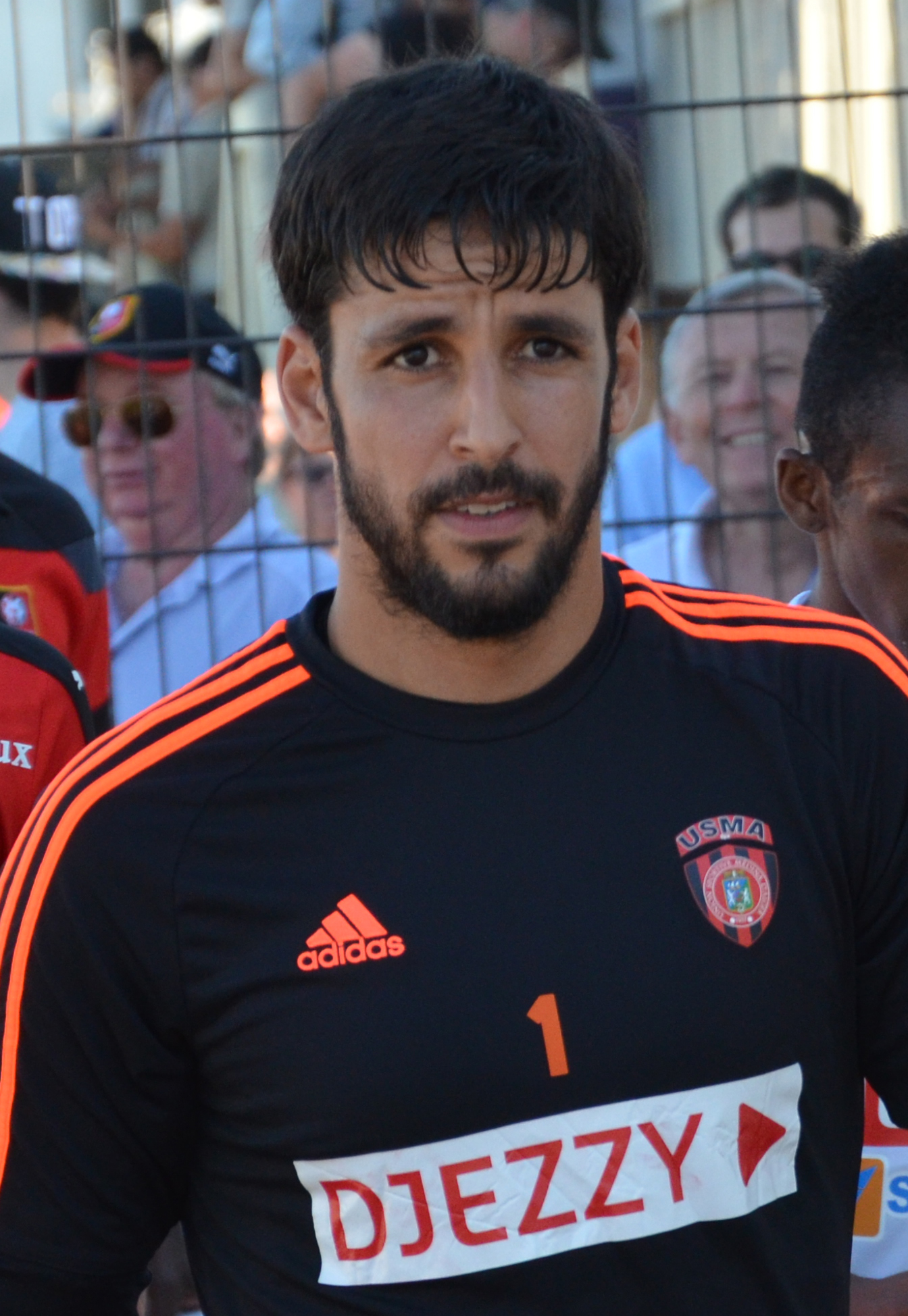
El portero y capitán Mohamed Zemmamouche tiene el récord del club de apariciones de todos los tiempos.

Actualmente, en las estadísticas de la temporada 2002-03, el arquero Mohamed Zemmamouche posee actualmente el récord del equipo por el número total de partidos jugados con 295 partidos hasta el final de la temporada 2016-17, incluidos 223 partidos en la liga Nacereddine Khoualed y excapitán. tiene la segunda mayor cantidad de apariciones para el club con 286 partidos. Karim Ghazi es el tercer jugador con más partidos con 241 partidos. en cuanto a más jugadores participa en la liga, es el defensor Nacereddine Khoualed con 234 partidos y en el plano continental, Hocine Achiou es el más involucrado en 38 partidos, incluidos 29 partidos en la Liga de Campeones de la CAF, por otro lado el malgache Carolus Andriamatsinoro es considerado el jugador más extranjero que juega en USM Alger con 132 partidos en cinco temporadas, también está el jugador francés Freddy Zemmour, que jugó con la USMA seis temporadas inmediatamente después de la independencia de Argelia y en estadísticas extraoficiales se dice que jugó más de 200 partidos con el equipo pero no pueden estar seguros de eso, Mahieddine Meftah de Argelia es el jugador internacional con más títulos de USM Alger. en cuanto a los anotadores y al comienzo de la temporada 1995-96 Billel Dziri es el mejor anotador con 72 goles en todas las competiciones y al mismo tiempo el mejor anotador de la Liga con 51 goles y en la competencia continental con 15 goles, en cuanto a Tarek Hadj Adlane]] es el mejor anotador de la Copa de Argelia con 11 goles, también Moncef Ouichaoui es el único jugador de USM Alger en la historia que ganó el máximo anotador de la liga en la temporada 2002-03 con 18 goles y en el nivel continental, Malian Mamadou Diallo ganó el máximo goleador de la Liga de Campeones de la CAF en 2004 con 10 goles.
Para el club se considera más que alcanzado la final de la Copa 17 veces, incluyendo cinco veces consecutivas y todos fueron derrotados en 1969 contra CR Belouizdad y el último en 1973 contra el vecino MC Alger. La primera copa lograda por el equipo fue después de siete finales en 1981 contra ASM Oran, en ese momento el equipo estaba en la segunda división para convertirse en el primer equipo argelino en lograr la Copa de Argelia en esta clase. El club es uno de los únicos cuatro que ha ganado la Copa de Argelia una vez en sucesión, en 2003 y 2004 . y es también el titular del récord en ganar por ocho copas de acciones con ES Setif y MC Alger El mayor marcador ganador de USM Alger en un partido competitivo es 13-0, logrado contra SO Berrouaghia en los Critériums d'Honneur en 1962. y en el campeonato, la mayor victoria de la máxima división del club fue una victoria por 11-0 contra ASM Oran]] en el estadio del 5 de julio de 1962 en la temporada 1975-76, también la mayor derrota fue un 7-1 en contra de JS Kabylie en 1989 en Tizi Ouzou . El conteo de 7 campeonatos de liga de USM Alger es el tercero más alto en el fútbol argelino, después de que JS Kabylie (14) y ES Setif (8), USM Alger han logrado una vez la Liga y la Copa Argelina "Dobles" (en 2003) Todos los jugadores titulares en USM Alger 48 juegos de la temporada 2012-13 fue un evento internacional completo, un nuevo récord del club. USM Alger también fue el segundo club argelino en llegar a la final de la Liga de Campeones de la CAF, en 2015, perdiendo la final 4-1 en el agregado ante TP Mazembe. Por un lado, entrenadores, y desde la temporada 1999-2000, Noureddine Saâdi fue el mánager de USM Alger durante 133 partidos, más que cualquier otro gerente en tres ocasiones, y logró dos títulos y Rolland Courbis es el primer entrenador extranjero que logra un título con el equipo cuando ganó la Copa de Argelia en 2013. En el área de transferencias de jugadores, Mamadou Diallo es el jugador más rico que han vendido a Nantes en 2004 con 700.000 euros. En cuanto al jugador más caro que han traído, es Kaddour Beldjilali del club tunecino Étoile du Sahel, con 400,000 euros en 2014.

## Jugadores

### Jugadores notables
- Amar Ammour (2002-2009)
- Abdelaziz Bentifour (1962-1963)
- Salim Aribi (2002-2007)
- Moulay Haddou (2004-2006)
- Mahieddine Meftah (1996-2006)
- Djamel Menad (1996-1997)
- Hicham Mezair (2000-2004)
- Hamza Yacef (1997-2001)
- Djamel Zidane (1967-1972)
- Mounir Zeghdoud (1997-2007)
- Mamadou Diallo (2003-2004)
- Mintou Doucoure (2005-2008)
- Michael Eneramo (2004-2006)

## Entrenadores
- Mustapha El Kamal (1942–194?)
- Abdelaziz Ben Tifour (1962–1965)
- Mokrane Oualikane (1965–1966)
- Mohamed Maouche (1966)
- Saleh Achour (1967)
- Abdelaziz Ben Tifour (1967–1968)
- Hamid Belamine (1968–1970)
- Ahmed Zitoun (1970–1972)
- Abdelghani Zitouni (1972–1973)
- Hamid Belamine 
 Chaib Lamine (1973–1974)
- Hamid Belamine (1974)
- Ahmed Aarab (1975)
- Abdelghani Zitouni (1975–1976)
- Ahmed Zitoun (1976–1977)
- Belkacem Mekddadi (1977–1979)
- Hamid Madani
 Balacov
 Ahmed Aarab (1979–1980)
- Ali Benfadah (1980–1981)
- Djilali (1982)
- Djilali
 Abdelkader Zerar (1982–1983)
- Djilali
 Lakhder Guitoun
 Mokhtar Kalem (1983–1984)
- Mustapha Aksouh (1984–1986)
- Mustapha Aksouh
 Djamel Keddou (1986–1989)
- Mustapha Aksouh
 Djamel Keddou
 Tewfik Korichi (1990)
- Ali Benfadah (1990)
- Hocine Boumaraf
 Acramov (1990–1991)
- Ahmed Zitoun 
 Hocine Boumaraf (1991–1992)
- Ali Benfadah (1992)
- Saïd Allik
 Mouldi Aïssaoui
 Hamoui
 Hamid Bernaoui (1992–1993)
- Abdelkader Bahmane
 Younes Ifticène (1993–94
- Younes Ifticène (1994–1995)
- Nour Benzekri
 Ahmed Aït El Hocine (1995–96
- Mustapha Aksouh
 Ahmed Aït El Hocine (1996
- Noureddine Saâdi (1996–1997)
- Mustapha Heddane (1997)
- Younes Ifticène (1997–1998)
- Mustapha Aksouh
 Saïd Hadj Mansour (1998–1999)
- Nour Benzekri
 Ahmed Aït El Hocine (1999)
- Rabah Saâdane (1999–2000)
- Mustapha Heddane
 Hamid Bacha (2000)
- Noureddine Saâdi (2001)
- Noureddine Saâdi
 Ali Fergani (2001–2002)
- Ali Fergani
 Azzedine Aït Djoudi (2002)
- Azzedine Aït Djoudi
 Boualem Charef (2003)
- Mourad Abdelouahab (2003–2004)
- Mustapha Aksouh 
 Noureddine Saâdi (2004–2005)
- Djamel Menad (2005)
- Mustapha Aksouh (2005)
- Mustapha Biskri (2005–2006)
- René Lobello (agosto de 2006–marzo de 2007)
- Rachid Belhout (2007)
- Abdelkader Amrani (2007)
- Mustapha Aksouh (2007)
- Ali Fergani (2008)
- Mustapha Aksouh (2008)
- Oscar Fulloné (julio de 2008–enero de 2009)[5][6]
- Aksouh y  Meftah (interino- enero de 2009)[6]
- Kamel Mouassa (enero de 2009–agosto de 2009)[7][8]
- Noureddine Saâdi (2009–2010)
- Hervé Renard (enero de 2011–octubre de 2011)
- Billel Dziri (interino- octubre de 2011–noviembre de 2011)
- Didier Ollé-Nicolle (noviembre de 2011–mayo de 2012)
- Miguel Ángel Gamondi (julio de 2012–octubre de 2012)
- Billel Dziri (interino- octubre de 2012)
- Rolland Courbis (octubre de 2012–2013)
- Hubert Velud (noviembre de 2013–febrero de 2015)
- Billel Dziri (interino- febrero de 2015)
- Otto Pfister (febrero de 2015–mayo de 2015)
- Mounir Zeghdoud (interino- mayo de 2015–julio de 2015)
- Miloud Hamdi (julio de 2015–junio de 2016)
- Adel Amrouche (junio de 2016–agosto de 2016)
- Jean-Michel Cavalli (agosto de 2016–octubre de 2016)
- Paul Put (noviembre de 2016–noviembre de 2017)
- Miloud Hamdi (noviembre de 2017–mayo de 2018)
- Thierry Froger (junio de 2018–marzo de 2019)
- Lamine Kebir (marzo de 2019–mayo de 2019)
- Billel Dziri (junio de 2019–febrero de 2020)[9]
- Mounir Zeghdoud (marzo de 2020–agosto de 2020)[10]
- François Ciccolini (agosto de 2020–noviembre de 2020)[11][12]
- Benaraïbi Bouziane (interino-[13] noviembre de 2020–diciembre de 2020)[14]
- Thierry Froger (diciembre de 2020–marzo de 2021)[15][16]
- Mounir Zeghdoud (marzo de 2021–junio de 2021)[17]
- Denis Lavagne (agosto de 2021–diciembre de 2021)[18][19]
- Zlatko Krmpotić (febrero de 2022–abril de 2022)[20][21]
- Jamil Benouahi (interino- abril de 2022–2022)[21]
- Jamil Benouahi (2022–agosto de 2022)[22]
- Sofiane Ben Khalifa (interino- agosto de 2022)[22]
- Boualem Charef (agosto de 2022–diciembre de 2022)[23][24]
- Abdelhak Benchikha (diciembre de 2022–octubre de 2023)[24][25]
- Juan Carlos Garrido (octubre de 2023–junio de 2024)[26]
- Nabil Maâloul (julio de 2024-)